# Айнарс Багатскіс
Айнарс Багатскіс (нар. 29 березня 1967, Рига) — латвійський баскетболіст. Грав на позиції легкого форварда, з 1992 по 2006 рік, був гравцем латвійської баскетбольної збірної де він грав на чотирьох турнірах Євробаскету. В збірній Латвії, Багатскіс був одним із найважливіших та ключових гравців у її складі, де він набрав найбільшу кількість очок в історії збірної Латвії. 
З 2005 року, Багатскіс працює тренером з баскетболу. Наразі, Багатскіс працює головним тренером команди Київ-Баскет Української баскетбольної Суперліги та збірної України.
| М'яч | Це незавершена стаття про баскетболіста чи баскетболістку. Ви можете допомогти проєкту, виправивши або дописавши її. |